# Coniothyrium quercinum
Coniothyrium quercinum är en svampart som först beskrevs av Hermann Friedrich Bonorden, och fick sitt nu gällande namn av Pier Andrea Saccardo 1884. Coniothyrium quercinum ingår i släktet Coniothyrium och familjen Leptosphaeriaceae.  Utöver nominatformen finns också underarten glandicola.